# Giro delle Dolomiti 1949
Il Giro delle Dolomiti 1949, seconda edizione della corsa, si svolse dal 1º al 4 settembre 1949 su un percorso di 650 km suddiviso in 4 tappe (l'ultima composta a sua volta da 2 semitappe). La vittoria fu appannaggio dell'italiano Giacomo Zampieri, che completò il percorso in 19h27'28" precedendo i connazionali Elio Brasola e Giovanni Roma.

## Tappe
| Tappa  | Data        | Percorso                                   | km  | Vincitore di tappa | Leader cl. generale |
| ------ | ----------- | ------------------------------------------ | --- | ------------------ | ------------------- |
| 1ª     | 1 settembre | Treviso > Cavalese                         | 205 | Giacomo Zampieri   | Giacomo Zampieri    |
| 2ª     | 2 settembre | Cavalese > Alleghe                         | 173 | Renato Barbiero    | ?                   |
| 3ª     | 3 settembre | Alleghe > Auronzo di Cadore                | 94  | Vasco Modena       | ?                   |
| 4ª-1ª  | 4 settembre | Auronzo di Cadore > Montebelluna           | 155 | Renato Barbiero    | ?                   |
| 4ª-2ª  | 4 settembre | Montebelluna > Treviso (cron. individuale) | 23  | Adolfo Grosso      | Giacomo Zampieri    |
| Totale | Totale      | Totale                                     | 650 |                    |                     |

## Dettagli delle tappe

### 1ª tappa
- 1º settembre: Treviso > Cavalese – 205 km

Risultati
| Pos. | Corridore        | Squadra    | Tempo    |
| ---- | ---------------- | ---------- | -------- |
| 1    | Giacomo Zampieri | Bottecchia | 5h54'49" |
| 2    | Domenico De Zan  | Lygie      | a 2'57"  |
| 3    | Remo Sabatini    | Benotto    | s.t.     |

| Pos. | Corridore        | Squadra    | Tempo |
| ---- | ---------------- | ---------- | ----- |
| 1    | Giacomo Zampieri | Bottecchia | ?     |

### 2ª tappa
- 2 settembre: Cavalese > Alleghe – 173 km

Risultati
| Pos. | Corridore       | Squadra    | Tempo    |
| ---- | --------------- | ---------- | -------- |
| 1    | Renato Barbiero | Wilier     | 5h23'21" |
| 2    | Giovanni Roma   | Bottecchia | s.t.     |
| 3    | Rolando Verdini | Ganna      | a 26"    |

| Pos. | Corridore | Squadra | Tempo |
| ---- | --------- | ------- | ----- |
| 1    | ?         | ?       | ?     |

### 3ª tappa
- 3 settembre: Alleghe > Auronzo di Cadore – 94 km

Risultati
| Pos. | Corridore      | Squadra    | Tempo    |
| ---- | -------------- | ---------- | -------- |
| 1    | Vasco Modena   | -          | 3h04'23" |
| 2    | Giovanni Roma  | Bottecchia | s.t.     |
| 3    | Antonio Barilà | -          | a 1'59"  |

| Pos. | Corridore | Squadra | Tempo |
| ---- | --------- | ------- | ----- |
| 1    | ?         | ?       | ?     |

### 4ª tappa, 1ª semitappa
- 4 settembre: Auronzo di Cadore > Montebelluna – 155 km

Risultati
| Pos. | Corridore        | Squadra    | Tempo    |
| ---- | ---------------- | ---------- | -------- |
| 1    | Renato Barbiero  | Wilier     | 4h14'14" |
| 2    | Domenico De Zan  | Lygie      | a 4'47"  |
| 3    | Arnaldo Faccioli | Bottecchia | s.t.     |

| Pos. | Corridore | Squadra | Tempo |
| ---- | --------- | ------- | ----- |
| 1    | ?         | -       | ?     |

### 4ª tappa, 2ª semitappa
- 4 settembre: Montebelluna > Treviso – (cron. individuale) – 23 km

Risultati
| Pos. | Corridore       | Squadra    | Tempo   |
| ---- | --------------- | ---------- | ------- |
| 1    | Adolfo Grosso   | Wilier     | 30'30"  |
| 2    | Renato Barbiero | Wilier     | a 1'17" |
| 3    | Olimpio Peccolo | Bottecchia | a 1'19" |

| Pos. | Corridore        | Squadra    | Tempo     |
| ---- | ---------------- | ---------- | --------- |
| 1    | Giacomo Zampieri | Bottecchia | 19h27'28" |
| 2    | Elio Brasola     | Bottecchia | a 20"     |
| 3    | Giovanni Roma    | Bottecchia | a 1'20"   |

## Classifiche finali

### Classifica generale
| Pos. | Corridore        | Squadra          | Tempo     |
| ---- | ---------------- | ---------------- | --------- |
| 1    | Giacomo Zampieri | Bottecchia-Ursus | 19h27'28" |
| 2    | Elio Brasola     | Bottecchia-Ursus | a 20"     |
| 3    | Giovanni Roma    | Bottecchia-Ursus | a 1'20"   |
| 4    | Renato Barbiero  | Wilier Triestina | a 3'33"   |
| 5    | Remo Sabatini    | Benotto          | a 5'51"   |
| 6    | Rolando Verdini  | Ganna            | a 7'47"   |
| 7    | Vasco Modena     | -                | a 12'54"  |
| 8    | Antonio Barilà   | -                | a 20'26"  |
| 9    | Domenico De Zan  | Lygie            | a 23'00"  |
| 10   | Rodolfo Falzoni  | -                | a 26'02"  |